# Ajuntament de les Pallargues
L'Ajuntament de les Pallargues és un edifici de les Pallargues, al municipi dels Plans de Sió (Segarra), que forma part de l'Inventari del Patrimoni Arquitectònic de Catalunya.

## Descripció
L'edifici de l'actual ajuntament està forma per tres cossos, un de central i dos de laterals, clarament visibles a la façana principal. Està realitzat amb carreus regular de pedra de petites dimensions i cobert a dues aigües.
Presenta planta baixa i primer pis, excepte al cos central que és de majors dimensions i s'hi pot observar un segon pis. A la planta baixa del cos central de l'edifici trobem la porta principal realitzada amb arc de mig punt, flanquejada per dues finestres amb arc rebaixat, els dos cossos laterals únicament presenten una porta d'accés de dimensions més reduïdes, també realitzada amb arc de mig punt.
Al primer pis, al cos central, trobem quatre obertures amb arc de llinda superior, dues finestres centrals flanquejades per dos balcons. Als dos cossos laterals únicament hi trobem la presència d'una finestra també amb arc de llinda superior.
Al segon pis, situat al cos central de l'edifici, trobem una arcada doble amb arc de mig punt. Totes les obertures de l'edifici, presenten un treball decoratiu amb maó als voltants dels brancals, arcs i llindes, i al capdamunt del cos central, trobem la presència de tres pinacles com a element decoratiu.

## Història
Va ser edificat l'any 1902. A la planta baixa hi havia l'escola, amb aules separades per nens i nenes, mentre que al primer pis hi havia dos habitatges per als mestres. A la part posterior hi havia el pati.
L'any 1985 es rehabilità l'edifici, traslladant les dependències de l'ajuntament al primer pis encara que deixant part de la planta per a l'estatge del mestre. A la planta baixa hi ha les oficines de la Cambra Agrària, l'arxiu i les escoles.